# Balanus crenatus
Espèce
Balanus crenatus, la balane crénelée, est une espèce de crustacés cirripèdes de taille moyenne « qu’il n’est pas facile de distinguer de plusieurs autres balanes qui cohabitent avec elle ».

## Description
La muraille de Balanus crenatus est de couleur blanche, constituée de six plaques, lisses (surtout chez les jeunes) ou ridées et disposées de la même manière que celle de Semibalanus balanoides à laquelle elle ressemble.
Les extrémités des plaques font saillie autour de l’orifice apical auquel elles donnent un aspect crénelé, d’où le nom de l’espèce. Ces parties saillantes sont cependant fragiles et disparaissent plus ou moins complètement chez les sujets usés.
La forme est conique, généralement pointue et plus élevée que chez Semibalanus balanoides. Le diamètre de la base est généralement de l’ordre de 10 mm et peut atteindre 25 mm.
Dans les populations denses, les individus serrés les uns contre les autres prennent la forme de colonnes, voire s’évasent en trompette et leur hauteur peut atteindre 35 mm.
L’orifice est approximativement losangique, les scutum sont ridés, les languettes tergo-scutales ont une bordure jaune (parfois presque blanche) dominant une face interne marron à pourpre.
La ligne de jonction entre tergum et scutum est droite, dépourvue de la sinuosité généralement bien apparente chez Semibalanus balanoides. Les pointes des tergum sont divergentes.

La muraille repose par une base calcifiée, relativement fine et généralement non poreuse,, sur le substrat auquel elle reste adhérente après la mort de l’animal.

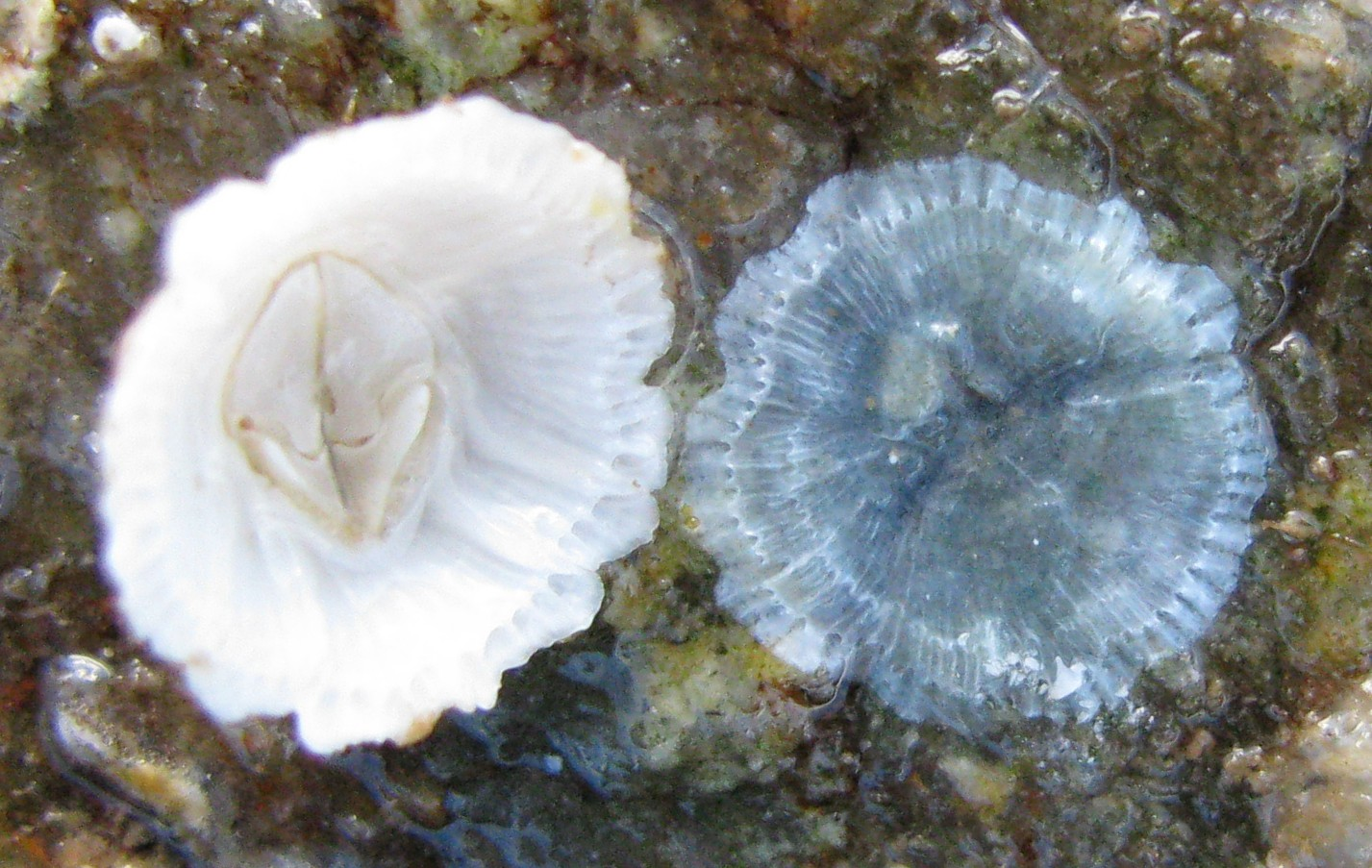
Balanus crenatus. Base calcifiée à droite et muraille (vue interne) à gauche

## Reproduction
Balanus crenatus est un animal hermaphrodite chez lequel la fécondation croisée est de règle.
Plusieurs pontes successives sont possibles au cours de la saison de reproduction. La cavité palléale contient des œufs prêts à libérer des larves nauplius de la mi-février à la fin du mois d’août.
Le développement larvaire comporte normalement 6 stades nauplius et un stade cypris. Une séquence de 8 stades nauplius a également été décrite mais elle est probablement imputable à une sous-alimentation des larves.
La durée de l’ensemble de la vie larvaire (variable en fonction de la température, notamment) est de 2 à 3 semaines.
On note deux pics de fixation pour les larves (cypris) : l’un en avril et l’autre plus faible, en août au Royaume-Uni. Des installations plus tardives seraient plus fréquentes dans les régions plus septentrionales
La croissance des individus fixés est très rapide, ils sont aptes à se reproduire dès le premier hiver. Leur durée de vie serait de l’ordre de 18 mois.

## Écologie
Balanus crenatus est une espèce des mers tempérées froides. Sur les côtes de l’Atlantique nord elle trouve sa limite sud au niveau de la Gironde, côté européen et du Long Island Sound (New-York), côté américain. Elle ne pénètre pas dans la Baltique mais est présente en Méditerranée
Balanus crenatus est également présente dans le Pacifique nord.
C’est une espèce essentiellement infra-littorale, qui vit fixée à des supports durs divers, jusqu’à des profondeurs de l’ordre de 200 mètres mais elle se rencontre également au bas de l’estran et peut remonter jusqu’au niveau des basses mers de morte eau.
Elle s’installe aussi sur les objets flottants (bouées, coque des navires etc.) et c’est donc un agent de salissure important.
B. crenatus se tolère une large gamme d’expositions, du mode calme au mode battu et supporte des salinités descendant jusqu’à 14 pour mille mais cela ne lui permet pas de pénétrer profondément dans les estuaires.
B. crenatus capture, grâce à ses trois paires de cirres postérieurs, les particules vivantes ou non en suspension dans l’eau (c’est un animal microphage et suspensivore) celles-ci vont de grains de pollen à de petits organismes planctoniques animaux (Tintinnidés, Foraminifères, Copépodes, Amphipodes, Cnidaires, Mollusques etc.) en passant par des chaînes de cellules d’algues et des grains de quartz. Dans un intervalle de 130 minutes un exemplaire de B. crenatus a capturé 45 nauplius d’Artemia salina.
Les particules retenues par l’éventail des grands cirres sont transférées aux cirres no 3, puis no 2 et no 1 puis aux pièces buccales.
Les mouvements des grands cirres peuvent être principalement des extensions-rétractions rapides ou des extensions en éventail de longue durée.